# Inyokern, California
Inyokern, California (енгл. Inyokern) насељено је место без административног статуса у америчкој савезној држави Калифорнија.

## Демографија
По попису из 2010. године број становника је 1.099, што је 115 (11,7%) становника више него 2000. године.
| Група             | 2000.       | 2010.       |
| Белци             | 825 (83,8%) | 886 (80,6%) |
| Афроамериканци    | 4 (0,4%)    | 14 (1,3%)   |
| Азијати           | 22 (2,2%)   | 25 (2,3%)   |
| Хиспаноамериканци | 64 (6,5%)   | 116 (10,6%) |
| Укупно            | 984         | 1.099       |